# 忘却のサチコ
『忘却のサチコ』（ぼうきゃくのサチコ、英語: A MEAL MAKES HER FORGET）は、阿部潤による日本のグルメ漫画。『ビッグコミックスピリッツ』（小学館）にて、2014年37・38合併号から連載中。「みんなが選ぶTSUTAYAコミック大賞2017」ネクストブレイク部門3位にランクイン。2024年4月時点で単行本の累計発行部数は100万部を突破している。

## あらすじ
文芸誌の編集者・佐々木幸子は、仕事は順風満帆、俊吾との結婚も決まって完璧な人生を歩んできていた。しかし結婚式当日、突如俊吾に逃げられてしまう。クセのある作家らとの仕事で身を窶しながらも、彼を忘れることのできる「忘却の瞬間」を求めて、幸子は今日も美食を追いかける。

## 登場人物

### 文芸誌『さらら』編集部
佐々木 幸子（ささき さちこ）
本作の主人公。
超人的な能力かつ「鉄のように真面目な態度」で仕事に向き合っており、担当している先生方の信頼も厚い。作家との電話越しの打ち合わせは律儀に正座しながら行う。どんなに遅筆とされる作家相手でも、今まで一度も原稿を落とした事がない。
結婚式の最中で俊吾に逃げられて以降、事あるごとに俊吾を思い出し仕事もままならず日常生活にまで影響を及ぼしてしまう。そして不意に入った定食屋でサバの味噌煮定食を注文し、その美味しさに耽って俊吾をほんの少しの間忘れられる事に気づく。以前は昼食を栄養ドリンクで済ませるなど食には無頓着であったが、ここから美食に目覚めていく。
手先は自他共に認める不器用で、絵心はあまりない。当初は子供と牛乳が苦手だったものの、のちに克服した。今まで二度警察の世話になった。
同僚の橋本・岡田曰く「かなりの美乳」。
俊吾（しゅんご）
サチコの恋人。
結婚式当日にサチコの元から逃げ出し、一切の連絡を絶つ。
後に岩手の旅館で偽名を用いて従業員として働いていた所に、偶然にも現地取材に来ていたサチコとばったり再会した。サチコから逃げた理由を問い質され、説明する約束を取り付けたもののまたしてもすっぽかす。
小林 心一（こばやし しんいち）
サチコの後輩。
配属当初は仕事へのやる気を持たなかったが、教育係となったサチコの姿勢に刺激を受け成長する。
サチコへの恋慕を抱いているが、サチコは気づいていない。
橋本 玲奈（はしもと れいな）
サチコの後輩。
サチコを同僚として尊敬する一方で、不器用な性格が直ることを願っている。
岡田 友里奈（おかだ ゆりな）
サチコの先輩。
佐々木 和代（ささき かずよ）
サチコの母。娘・サチコのことは「コっちゃん」と呼ぶ。
普段は別居しているが、サチコの失恋後は気遣いのあまり家事手伝いなどでしょっちゅうサチコの家に出入りしている。
白井 智昭（しらい ともあき）
編集長で、サチコの上司。
仕事上は有能とは言い難く、サチコの提案する案件に対して常に盲判を捺している。

### 作家の先生方
松岡 淳二（まつおか じゅんじ）
作家で、文芸界の重鎮。紫綬褒章受章。
サチコを文芸編集者として信頼しており、担当編集者に指名している。
特異な性癖を持っている。
姫村 光（ひめむら ひかる）
作家。
天然で、放浪癖がある。
ジーニアス黒田（ジーニアスくろだ）
作家。
ライトノベル作家としてデビュー、若い世代から絶大な支持を受ける。サチコのオファーにより、『さらら』において文芸誌デビューを飾る。
自身の容姿にコンプレックスを抱き、基本的にメディア露出（顔出し）は忌避している。
桃乃もぎかの熱狂的ファン。
有村 忠雄（ありむら ただお）
作家。
創作能力の欠乏に悩んでいる。
美酒乱 香（みしゅらん かおる）
作家。
官能小説家としてデビューしたがサチコの勧めで純文学に転向、直本賞へノミネートされるに至る。
執筆のためとしてサチコを2人きりの取材旅行に誘おうとするも、ほぼ毎回同行できず終いとなっている。

## 書誌情報
- 阿部潤 『忘却のサチコ』 小学館 〈ビッグコミックス〉、既刊24巻（2025年3月28日現在）
  1. 2014年12月26日発売[6]、ISBN 978-4-09-186670-7
  2. 2015年4月30日発売[7]、ISBN 978-4-09-186880-0
  3. 2015年8月28日発売[8]、ISBN 978-4-09-187175-6
  4. 2015年11月30日発売[9]、ISBN 978-4-09-187337-8
  5. 2016年2月12日発売[10]、ISBN 978-4-09-187469-6
  6. 2016年5月30日発売[11]、ISBN 978-4-09-187616-4
  7. 2016年8月30日発売[12]、ISBN 978-4-09-187734-5
  8. 2016年11月30日発売[13]、ISBN 978-4-09-189239-3
  9. 2017年3月30日発売[14]、ISBN 978-4-09-189402-1
  10. 2017年6月30日発売[15]、ISBN 978-4-09-189534-9
  11. 2019年3月29日発売[16]、ISBN 978-4-09-189639-1
  12. 2019年9月30日発売[17]、ISBN 978-4-09-860409-8
  13. 2020年1月30日発売[18]、ISBN 978-4-09-860529-3
  14. 2020年6月30日発売[19]、ISBN 978-4-09-860642-9
  15. 2020年12月25日発売[20]、ISBN 978-4-09-860789-1
  16. 2021年6月30日発売[21]、ISBN 978-4-09-861049-5
  17. 2021年11月30日発売[22]、ISBN 978-4-09-861189-8
  18. 2022年5月30日発売[23]、ISBN 978-4-09-861338-0
  19. 2022年12月12日発売[24]、ISBN 978-4-09-861481-3
  20. 2023年5月30日発売[25]、ISBN 978-4-09-861708-1
  21. 2023年12月27日発売[26]、ISBN 978-4-09-862621-2
  22. 2024年4月30日発売[3]、ISBN 978-4-09-862798-1
  23. 2024年10月30日発売[27]、ISBN 978-4-09-863058-5
  24. 2025年3月28日発売[28]、ISBN 978-4-09-863374-6

## テレビドラマ
テレビ東京制作。主演は高畑充希。単発ドラマが2度、連続ドラマ（ドラマ24枠）が1度、放送されている。

### キャスト

#### 主な出演者
佐々木幸子
演 - 高畑充希（幼少期：井上風宇子）
本作の主人公。文芸誌『さらら』編集部所属。
超人的な能力かつ「鉄のように真面目な態度」で仕事に向き合っており、担当している先生方の信頼も厚い。
一方で、自分の感情を素直に認めることは苦手で、俊吾との間に芽生えた恋心を伝えられず別離という悲劇的な結末を迎える。
俊吾
演 - 早乙女太一
サチコの恋人。
サチコに一旦は愛の告白をするが、サチコの自身への想いに「恋愛」感情が見られない生活に絶望して、結婚式当日にサチコのもとから逃げ出し、一切の連絡を絶つ。
その後、一旦はサチコとやり直す決意をするが、結婚は二人にとって良い結果を産み出さない、とサチコに反対され、わずかな可能性を信じつつ、再び放浪の旅に出る。
小林心一
演 - 葉山奨之
サチコの後輩。
配属当初は仕事へのやる気を持たなかったが、教育係となったサチコの姿勢に刺激を受け、成長する。
サチコへの恋慕を抱いているが、サチコは気づいていない。
橋本玲奈
演 - 逢沢りな
サチコの後輩。
サチコを同僚として尊敬する一方で、不器用な性格が直ることを願っている。
大野恭助
演 - 重岡漠
サチコの先輩。
岡田友里奈
演 - 上地春奈
サチコの先輩。
佐々木和代
演 - ふせえり
サチコの母。
普段は別居しているが、サチコの失恋後は気を使って、家事手伝いなどでしょっちゅうサチコの家に出入りしている。
白井智昭
演 - 吹越満
文芸誌『さらら』編集長。サチコの上司。
仕事上は有能とはいいがたく、サチコの提案する案件に対して常に盲判を捺している。

#### 作家の先生方
松岡淳二
演 - 鹿賀丈史
作家。文芸界の重鎮。紫綬褒章受章。
サチコを文芸編集者として信頼しており、担当編集者に指名している。
特異な性癖を持っている。
姫村光
演 - 長谷川朝晴
作家。
天然で、放浪癖がある。
ジーニアス黒田
演 - 池田鉄洋
作家。
ライトノベル作家としてデビュー、若い世代から絶大な支持を受ける。サチコのオファーにより、『さらら』において文芸誌デビューを飾る。
自身の容姿にコンプレックスを抱いており、基本的にメディア露出（顔出し）は忌避している。
有村忠雄
演 ‐ 大和田伸也（第八歩）
作家。
創作能力の欠乏に悩んでいる。
美酒乱香
演 - 村上淳
作家。
官能小説家としてデビューしたが、サチコの勧めで純文学に転向、芥山賞にノミネートされるに至る。

#### その他出演者
おばあさん
演 ‐ 大方斐紗子
俊吾への恋愛感情に苦しむサチコをいたわり、サチコが俊吾への恋慕を肯定するきっかけになる。
久野
演 - 中村靖日
サチコと姫村がサイン会に訪れた本屋の店長。
石井茂男
演 - 泉谷しげる
サチコが客として訪れた海鮮丼屋の店主。
石井愛美
演 - 木下あゆ美
茂男の娘。
石井和男
演 - 角田晃広（東京03）
愛美の夫。
梶幸聖
演 - 清原翔
サチコの小学校時代の同級生。
初恋の人であるサチコと再会、デートを行うが、サチコの俊吾への感情を知ると、サチコの記憶を目に焼き付け、手を引いた。
日高善
演 - 温水洋一
タクシー運転手。
サチコの予約を受け、宮崎を案内する。
尾野真由美
演 - 佐藤めぐみ
ライバル文芸誌『スピカ』の編集者。
容姿で作家先生方を篭絡しようとするが、サチコの能力の前に相次いで粉砕され、サチコに嫉妬心を抱いている。
弁論では全国大会出場の腕前。
桃乃もぎか
演 - 岩田華怜
トップアイドル。
ジーニアス黒田と互いに大ファンであった縁で、対談が実現する。
時田カノン
演 - 六角慎司
社会学者。
サチコと尾野が出席したネット討論会の司会役。
茂出木浩司
演 - 茂出木浩司（本人役）
サチコが客として訪れたレストラン「たいめいけん」の店長。

### スタッフ
- 原作 - 阿部潤（ビッグコミックス『忘却のサチコ』小学館刊）
- 連載 - 小学館 『ビッグコミックスピリッツ』
- 脚本 - 大島里美、狗飼恭子（連続ドラマ）、山岸聖太（連続ドラマ）
- 音楽 - 矢野博康（連続ドラマ）
- チーフプロデューサー - 浅野太（テレビ東京）
- プロデューサー - 井関勇人（テレビ東京）、木下真梨子（テレビ東京）、藤原努（ホリプロ）、平部隆明（ホリプロ）、小坂智尚（ホリプロ / 連続ドラマ）
- 監督 - 山岸聖太、石井聡一（連続ドラマ）、根本和政（連続ドラマ）
- 製作 - テレビ東京、ホリプロ、「ドラマスペシャル 忘却のサチコ」製作委員会（2018年）、『忘却のサチコ』製作委員会（連続ドラマ）、「忘却のサチコ新春スペシャル」製作委員会（2020年）

### 放送日程

#### スペシャル
| 放送日                        | サブタイトル                                           | ラテ欄                                     | 脚本     | 監督     | 忘却グルメ                                                                   |
| ----------------------------- | ------------------------------------------------------ | ------------------------------------------ | -------- | -------- | ---------------------------------------------------------------------------- |
| 2018年01月02日 23:15 - 翌0:20 | ドラマスペシャル 忘却のサチコ                          | 高畑充希の食ドラマ!! 奇跡のサバ味噌に遭遇! | 大島里美 | 山岸聖太 | サバの味噌煮定食、トルコライス、きつねそば、いなり寿司、コロッケ、ゲソ天ぷら |
| 2020年01月02日 23:30 - 翌0:40 | 忘却のサチコ 新春スペシャル 神戸、そばめし、ときどき恋 | 高畑充希が神戸グルメ                       | 大島里美 | 山岸聖太 | 神戸ビーフ、串カツ、そば飯                                                   |

#### レギュラー放送
| 各話     | 放送日         | サブタイトル                                  | ラテ欄                                                                           | 脚本     | 監督     | 忘却グルメ                                                           |
| -------- | -------------- | --------------------------------------------- | -------------------------------------------------------------------------------- | -------- | -------- | -------------------------------------------------------------------- |
| 第一歩   | 2018年10月13日 | 食べて! 忘れる! ごほうビーフ                  | とろける! 近江牛の関西すき焼きで逃げた婚約者を忘れ去る!                          | 大島里美 | 山岸聖太 | 関西風すきやき                                                       |
| 第二歩   | 10月20日       | 踊れ! おにぎり! 飯(め)ッションインポッシブル! | ふっくらホカホカ! 具たっぷり! 米の旨さ爆発の大行列おにぎり専門店でサチコ踊る     | 大島里美 | 山岸聖太 | おにぎり                                                             |
| 第三歩   | 10月27日       | 火を噴く熱さ! カレー&激辛刀削麺!              | 辛うまグルメ祭り! パクチー香る刀削麺&トロッと温玉カレー! イケメン新人が登場      | 狗飼恭子 | 石井聡一 | インドカレー 刀削麺                                                  |
| 第四歩   | 11月03日       | マグロと愛と幻と                              | 漁師町でマグロ祭り 豪快丼&絶品かぶと煮 B級グルメ食べつくし 逃げた婚約者登場!?    | 狗飼恭子 | 根本和政 | マグロの中華まん マグロコロッケ マグロ丼 マグロのあら汁 マグロの兜煮 |
| 第五歩   | 11月10日       | 嗚呼! 懐かしの昭和グルメ                      | ふわっふわ! 懐かしの揚げパン&進化した激うま濃厚ナポリタン 初合コンで新展開!?     | 狗飼恭子 | 根本和政 | 揚げパン スパゲッティナポリタン                                      |
| 第六歩   | 11月17日       | けごんす! 試練の宮崎グルメ旅!                 | 南国・宮崎グルメ旅 絶景で食す刺身定食! 名店の激うまタルタルチキン南蛮&冷や汁     | 山岸聖太 | 山岸聖太 | チキン南蛮 冷や汁 マンゴー 刺身                                      |
| 第七歩   | 11月24日       | 決戦!? 宮崎鶏とうどんとアナタ                 | 逃げた恋人を発見!! 宮崎グルメ続々登場! 炎舞う地鶏もも炭火焼 出汁香る(秘)朝うどん | 山岸聖太 | 山岸聖太 | 鶏たたき 鶏もつ焼き 鶏もも焼き 鶏ガラスープ うどん                   |
| 第八歩   | 12月01日       | バトルのあとに! ほっこりピロシキ&ボルシチ     | 美女とバトル勃発!? 下町の行列ロシア料理 もっちり水餃子&絶品ボルシチ&ピロシキ     | 狗飼恭子 | 石井聡一 | ペリメニ ピロシキ ボルシチ                                           |
| 第九歩   | 12月08日       | がっつり! ヘルシー! 癒しのジンギスカン        | 一人ジンギスカン! 大久保の激ウマ名店で食欲そそる香りに悶絶 溢れる旨み&肉汁祭     | 狗飼恭子 | 根本和政 | ジンギスカン                                                         |
| 第十歩   | 12月15日       | 老舗の味! お月見オムライス                    | 日本橋の老舗洋食店 三代続く絶品ふわとろオムライス &アツアツ蟹クリームコロッケ    | 狗飼恭子 | 石井聡一 | おやき オムライス カニクリームコロッケ コンソメスープ                |
| 第十一歩 | 12月22日       | YO! 夜明けのソルロンタン                      | 新大久保(秘)韓国料理 疲れた胃に染み渡る! 白く輝くあっさり出汁コクうま牛骨スープ  | 大島里美 | 山岸聖太 | ソルロンタン チャンジャ キムチ ナムル 韓国海苔                       |
| 第十二歩 | 12月29日       | さらば! 嵐を呼ぶ石狩鍋                        | さよなら俊吾さん… 漁師直伝! バター香る魚介たっぷりの石狩鍋 (秘)イクラ雑炊に感涙  | 大島里美 | 山岸聖太 | 石狩鍋 サバの味噌煮定食                                              |